# Decaspermum lanceolatum
Decaspermum lanceolatum là một loài thực vật có hoa trong Họ Đào kim nương. Loài này được J.W.Moore mô tả khoa học đầu tiên năm 1933.